# Konyhai vita
A konyhai vita (angolul: Kitchen Debate, oroszul: кухонные дебаты, kiejtve: kuhonnije gyebati) egy rögtönzött (tolmácsokon keresztül zajló) megbeszélés volt Richard Nixon amerikai alelnök és Nyikita Szergejevics Hruscsov szovjet pártfőtitkár között. A megbeszélésre 1959. július 24-én Moszkvában a Szokolnyiki Parkban az Amerikai Nemzeti Kiállítás megnyitóján került sor. A kiállítás alkalmával egy teljes amerikai típusú házat építettek fel, ami a kiállítás szervezői szerint Amerika egész területén előfordulhatna. Tele volt munkaerő-kímélő, rekreációt elősegítő eszközökkel, melyek az amerikai kapitalista fogyasztói piac gyümölcseit kívánták bemutatni.

## Története
A konyhai vita az 1955-ös genfi csúcstalálkozó óta az első magas szintű megbeszélés volt a szovjet és az amerikai vezetők között. William Safire – aki a kiállítás hírügynökségének képviselőjeként vett részt a találkozón – visszaemlékezései szerint a megbeszélés a kiállítás számos helyiségében folyt, de a legjellemzőbb helyszín egy kertvárosi ház konyhája volt, mely félbe volt vágva, így könnyen be lehetett látni.
A megbeszélés másik neve a „szplitnyik,” mely a szovjet Szputnyik program nevén alapuló szójátékként jött létre. A két férfi az általuk irányított gazdasági rendszerek – a kapitalizmus és a kommunizmus – előnyeit ecsetelte. A párbeszédre a hidegháború elmérgesedésének idején került sor, ami a Szputnyik 1957-es kilövésével kezdődött s az U–2 incidenssel folytatódott 1960-ban. A legtöbb amerikai úgy gondolta, Nixon jött ki győztesen a vitából, ami megnövelte belföldi elismertségét. Színes videófelvételen örökítették meg az eseményt. Ezt a technikát az USA területén fejlesztették ki. Nixon olyan amerikai eredményeket sorolt fel, mint a mosogatógép, a fűnyíró, a szupermarketek, fűszerekkel teli polcok, a Cadillac, a sminkszínek, a rúzs, a tűsarkú cipő, a készételek, a hi-fi készülékek, süteményválogatások és a Pepsi Cola. Nixon az amerikai háztartásokban elérhető berendezésekre, így például a mosogatógépre helyezte a hangsúlyt, s innét kapta a megbeszélés a konyhai vita nevet.
Mindkét férfi saját országa ipari eredményeivel büszkélkedett. Hruscsov megjegyezte, hogy a szovjetek olyan dolgokra koncentrálnak, „ami számít”, és nem a luxusra. Szatirikusan megkérdezte, hogy van-e olyan gépezet, mely „beteszi a szájba az ételt, s ott lenyomja”. Nixon erre úgy válaszolt, hogy ez a verseny inkább technikai, s nem harcászati. A vita végén mindketten egyetértettek abban, hogy az Amerikai Egyesült Államoknak és a Szovjetuniónak is nyitottabbnak kell lennie a másik irányában. Azonban Hruscsovban kétségek merültek fel azzal kapcsolatban, hogy Nixon ígéretéhez híven tényleg le fogják-e fordítani angolra és sugározni fogják-e azt, amit ő mondott a vita folyamán.
A konyhát a floridai All-State Properties építésze, Andrew Geller tervezte a Raymond Loewy Associatesnél. A vitát követően a cég késztetést érzett, hogy megfizethető, előre gyártott második otthonokat készítsen.[pontosabban?]

## Televíziós közvetítés és amerikai reakciók
Az Egyesült Államokban július 25-én három nagy televízió sugározta a konyhai vitát. Erre a szovjetek tiltakozással válaszoltak, mivel Nixon és Hruscsov előzetesen abban állapodtak meg, hogy a vitát egyszerre fogják Amerikában és a Szovjetunióban sugározni. A szovjetek azt mondták, még nem álltak készen a felvétel közvetítésére. Azonban az amerikai hálózatok úgy érezték, a várakozással csökken a műsor hírértéke. Két nappal később, július 27-én késő éjszaka a vitát közvetítették a moszkvai televízióban is, de Nixon reakcióit csak részben fordították le.
Az amerikai fogadtatás vegyesnek volt mondható. A The New York Times szerint ez „egy olyan eszmecsere volt, mely megmutatta a kelet és nyugat közötti szakadékot, de keveset foglalkozott az érdemi kérdésekkel”, s inkább a politikai figyelemfelkeltés eszközeként mutatta be. Az újság szerint a közvéleményt megosztotta a vita. Másik oldalról viszont a vitával szintén foglalkozó Time dicsérte Nixont, s azt írta, „egyedi módon próbált megszemélyesíteni egy nemzeti karaktert, mely büszke a békés hozzáállására, az életmódjára, s veszélyben is magabiztos saját erejében.”
Annak ellenére, hogy a megbeszélés nem volt diplomatikus, Nixon népszerűsége Moszkvából történt hazatérését követően azonnal megnőtt. Ezt megelőzően a külvilággal langyos volt a kapcsolata. Az út következtében megnőtt Nixon államférfiúi tekintélye, s nagyban megnövelte annak esélyét, hogy a Republikánus Párt a következő évben őt nevezi meg elnökjelöltjének.

## Külső hivatkozások
- Az eredeti felvétel: Part 1 és Part 2 (YouTube)
- A vita rövidített verziója elérhető a TeachingAmericanHistory.org, az Ashbrook Center for Public Affairs projekt oldalán keresztül.